# Claude Louis Michel de Sacy
Claude Louis Michel de Sacy (* 27. März 1746 in Fécamp; † 15. Oktober 1794) war ein französischer Schriftsteller.

## Leben
Claude Louis Michel de Sacy war ein französischer Schriftsteller, dessen Hauptwerk ein groß angelegtes historisches Werk ist, der aber auch Romanprosa, Theaterstücke, Ideengedichte und politische Schriften verfasste. Er war Mitglied der Akademien von Caen, Arras und Göttingen. Zeitweise war er ein Vertreter der königlichen Zensurbehörde (censeur royal). Er war ein Mitarbeiter der Supplement-Bände zur Encyclopédie, die 1776 unter der Leitung von Panckoucke erschienen. Während der Französischen Revolution war er Mitglied des Nationalkonvents (convention nationale) und verfasste in diesem Zusammenhang mehrere politische Schriften.

## Werke
- Les Amours de Mirtil. Constantinople. Paris: Joseph-Gérard Barbou, 1761. (Schäferroman in der Tradition des Aminta von Torquato Tasso, mit sechs Gravuren von Gravelot und Louis Legrand.)
- Les Amours de Laïs, histoire grecque. A Corinthe, et se trouve à Paris, chez Cuissart, 1765. (Prosaerzählung.)
- L’Honneur français, ou Histoire des vertus et des exploits de notre nation, depuis l’établissement de la monarchie jusqu’à nos jours, 12 Bände, Paris: J.-P. Costard / N.H. Nyon, 1769–1772 / 1784.
- Les Amours de Sapho et de Phaon, avec la description de l’île de Leucade, de son temple et de son rocher. Avignon: Luxembourg Bonnet, [ohne Datum]. (Erstveröffentlichung 1769?.)
- L’Esclavage des Américains et des nègres, pièce qui a concouru pour le prix de l’Académie françoise en 1775. Paris: Demonville, 1775. (Versgedicht)
- Opuscules dramatiques, ou Nouveaux amusements de campagne. Paris: Demonville, 1778. (Sammlung kurzer dramatischer Texte)
- Convention nationale. Additions au plan de constitution, présentées à la Convention nationale. [Paris]: Imprimerie nationale, [ohne Datum].

## Quelle
- Dictionnaire des lettres françaises: le XVIIIe siècle, nouvelle édition sous la direction de François Moureau. Paris: Le Livre de Poche, 1995.